# Kiss My Lips
Kiss My Lips(키스 마이 립스)는 대한민국의 가수 보아의 여덟 번째 한국 정규 음반이다. 타이틀곡은 보아가 직접 작사·작곡에 참여한 "Kiss My Lips"이다. Kiss My Lips은 2015년 5월 13일 KT 뮤직을 통해 발매되었고, 이에 앞서 온라인을 통해 12일 발매되었다. 발매 이듬해에 개최된 '제25회 하이원 서울가요대상'에서 최고앨범상을 수상하였다.

## 작업 및 발매
2015년 4월 20일 'Who Are You'를 선공개하고 4월 말~5월 초 8집을 발매할 예정이었으나, 음반의 완성도를 높이려고 한 보아의 의견에 따라 음반 발매가 미뤄졌다.

## 활동 목록
| (타이틀곡) Kiss My Lips                      |                               |                                                                    |
| 2015년 5월 11일                              | 8집 발매 음악감상회           |                                                                    |
| 2015년 5월 15일                              | KBS 뮤직뱅크                  | 컴백스페셜 Kiss My Lips + Fox                                      |
| 2015년 5월 16일                              | MBC 쇼! 음악중심              | 컴백스페셜 Kiss My Lips + Green Light                              |
| 2015년 5월 17일 (5월 13일 녹화-Kiss My Lips) | SBS 인기가요                  | 컴백스페셜 Kiss My Lips + Smash                                    |
| 2015년 5월 20일                              | SBS 라디오 박소현의 러브게임  |                                                                    |
| 2015년 5월 22일                              | KBS 뮤직뱅크                  |                                                                    |
| 2015년 5월 23일                              | MBC 쇼! 음악중심              |                                                                    |
| 2015년 5월 24일 (5월 13일 녹화)              | SBS 인기가요                  |                                                                    |
| 2015년 5월 28일                              | <플레이 더 챌린지> 토크콘서트 | Kiss My Lips, Fox, Who Are You, My Name, No.1                      |
| (후속곡) Who Are You                         |                               |                                                                    |
| 2015년 5월 29일                              | KBS 뮤직뱅크                  |                                                                    |
| 2015년 5월 29일 (5월 26일 녹화)              | KBS 유희열의 스케치북         | Kiss My Lips, Who Are You, Double Jack, My Name, No.1, Billie Jean |
| 2015년 5월 31일                              | SBS 인기가요                  |                                                                    |
| 2015년 6월 3일                               | JTBC 크라임씬2                | 9회 교차로 살인사건                                                |
| 2015년 6월 5일                               | MBC 라디오 배철수의 음악캠프  | LIVE - Who Are You, Love & Hate                                    |
| 2015년 6월 5일                               | MBC 라디오 써니의 FM데이트    | 오프닝 깜짝출연                                                    |
| 2015년 6월 17일                              | SBS 영재 발굴단               |                                                                    |
| 2015년 6월 19일                              | TVN 삼시세끼 정선편 시즌2     | 6화                                                                |
| 2015년 6월 26일                              | TVN 삼시세끼 정선편 시즌2     | 7화                                                                |
| 2015년 7월 20일                              | JTBC 냉장고를 부탁해          | 36화                                                               |
| 2015년 7월 27일                              | JTBC 냉장고를 부탁해          | 37화                                                               |
| 연말 시상식                                  |                               |                                                                    |
| 2016년 1월 14일                              | 2015 서울가요대상             | The Shadow, Kiss My Lips                                           |

## 수록곡
1. Kiss My Lips
  - 작사 : BoA / 작곡 & 편곡 : BoA/Stereotypes
    - Kiss My Lips은 8집의 타이틀곡으로 스테레오타입스와의 합작곡이다. 독특한 신시사이저의 리프와 사운드가 매력적인 미니멀한 팝 곡으로, 중저음을 강조한 보아의 섹시한 보컬이 곡의 몽환적인 분위기를 가득 담은 곡으로, 상대방에게 더 이상 망설이지 말고 다가오라는 도발적인 가사가 어우러져 보아의 새로운 매력을 발견할 수 있는 곡이다.
2. Who Are You (Feat. 개코)
  - 작사 & 작곡 : BoA / 편곡 : SHAUN / 랩 작사 : 개코
    - Who Are You는 8집의 선공개곡(2015년 5월 6일)으로 국내 래퍼와의 첫 번째 콜라보레이션곡이다. 기타와 베이스의 연주가 돋보이는 일렉트로닉 댄스 팝 곡으로, 가사에는 남녀가 소개팅을 통해 만나기까지의 설레는 마음을 담은 곡이다. 뮤직비디오에는 EXO의 멤버 세훈이 출연하였다.
3. Smash
  - 작사 : BoA / 작곡 & 편곡 : BoA/김태성/Jake K/Andreas Oberg / 베이스 기타: SHAUN
    - 2014년 여름에 작곡하였다고 밝힌 곡으로 청량함이 돋보이는 곡이다.
4. Shattered
  - 작사 : BoA / 작곡 & 편곡 : BoA/The Underdogs/Mike Daley/Andrew Hey/Tiffany Fred
    - 미국의 유명 작곡팀 언더독스와의 합작품으로 몽환적인 사운드가 특색이다.
5. Fox
  - 작사 & 작곡 : BoA / 편곡 : SHAUN/David Choi
    - 여우의 좋은 의미를 남자에 빗대어 표현한 곡으로 알고 보면 순수하고 순진한 마성의 매력을 가진 남자를 표현한 곡으로, 베이스와 기타의 조합이 특색이다.
6. Double Jack (Feat. 에디킴)
  - 작사 : BoA / 작곡 : BoA/ZigZag Note / 편곡 : ZigZag Note
    - ZigZag Note와의 첫 협업 작품으로 국내에서 처음으로 발표하는 남자 가수와의 콜라보레이션곡이다. 더블 잭을 사랑하는 연인으로 빗대어 표현하여, 둘의 시간, 마음, 사랑을 공유한다는 의미로 You're my Double Jack이란 뜻의 노래라고 밝혔다.
7. Home
  - 작사 : BoA / 작곡 & 편곡 : BoA/The Underdogs/Patrick'J.Que'Smith/Tiffany Fred/Dewain Whitmore
    - 2015년 초에 작곡하였고 집이라는 편한 공간과 같은 편한 사람이 되어주고 싶다는 마음을 표현한 곡이다.
8. Clockwork
  - 작사 & 작곡 : BoA / 편곡 : 황현
    - 처음으로 시도되는 탱고 장르로 조금 더 자신이 사랑을 나눌 수 있게 태엽을 감아달라는 뜻의 중간 중간에 나오는 please wind up the key in my back, 그리고 바이올린 솔로와 피아노, 스트링의 연주가 더욱 미스테리어스하고, 긴장감을 유지시켜주는 곡이다.
9. Love and Hate
  - 작사 : BoA / 작곡 & 편곡 : BoA/김태성/Andreas Oberg
10. Green Light
  - 작사 & 작곡 : BoA / 편곡 : ZigZag Note
11. Hello
  - 작사 & 작곡 : BoA / 편곡 : 정재일
12. Blah
  - 작사 & 작곡 : BoA / 편곡：Command Freaks